# Janet Bennion

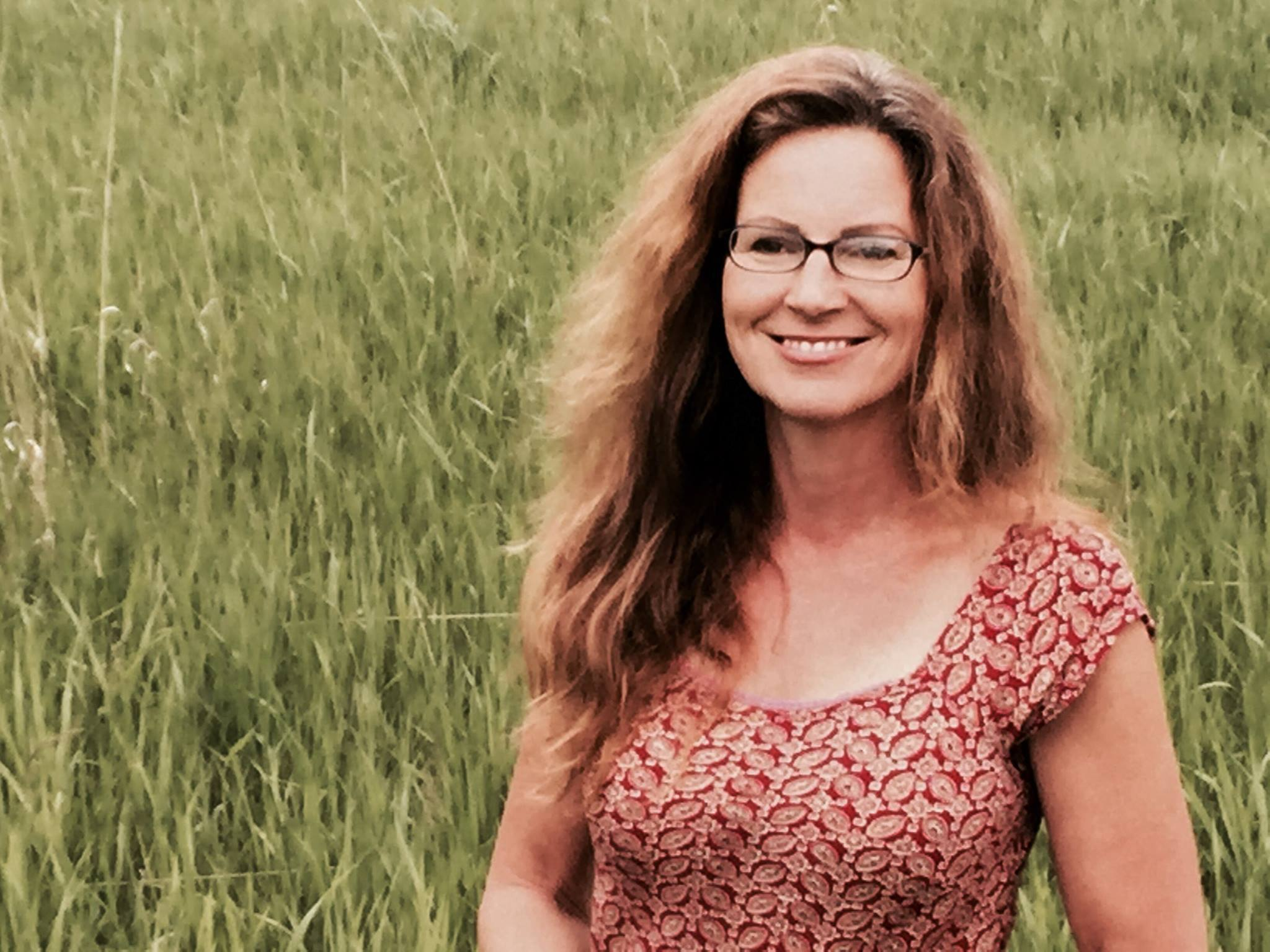
Janet Bennion

Janet Bennion (* 2. Oktober 1964) ist eine US-amerikanische Ethnologin und Soziologin, die an der Northern Vermont University forscht und lehrt. Ihr wissenschaftliches Interesse ist auf die Variabilität und Komplexität polygoner Lebensweisen in der Landschaft der Rocky Mountains konzentriert. Sie ist als Expertin für die Geschlechterdynamik, alternative Sexualität und nicht-traditioneller Bewegungen im Zusammenhang mit dem nordamerikanischen Mormonen-Fundamentalismus bekannt.
Bennion machte ihren Bachelor-Abschluss an der Utah State University, legte das Master-Examen an der Portland State University ab und wurde an der  University of Utah zur Ph.D. promoviert.

## Schriften (Auswahl)
- Polygamy in primetime. Media, gender, and politics in Mormon fundamentalism. Brandeis University Press, Waltham 2012, ISBN 9781611682625.
- Evaluating the effects of polygamy on women and children in four North American Mormon fundamentalist groups : an anthropological study. Edwin Meilen Press, Lewiston 2008, ISBN 9780773449398.
- Desert patriarchy. Mormon and Mennonite communities in the Chihuahua Valley. University of Arizona Press, Tucson 2004, ISBN 0816523347.
- Women of principle. Female networking in contemporary Mormon polygyny. Oxford University Press, New York 1998, ISBN 0195120701.